# Thomas Pichler (botanico)
Thomas Pichler (Sankt Johann im Walde, 12 ottobre 1828 – Lienz, 30 agosto 1903) è stato un botanico austriaco.

## Biografia
Nato in Tirolo nel 1828, Pichler lavorava come guida alpina. Su iniziativa dell'arciduca Giovanni d'Asburgo-Lorena, che lo volle nel suo giardino botanico alpino a Gastein, studiò botanica allo Joanneum di Graz, entrando in contatto con alcuni dei maggiori scienziati del suo tempo. In seguito intraprese, per conto di istituti botanici o come accompagnatore di altri botanici, diversi viaggi per raccogliere campioni in Austria, Italia, Russia, Persia, nei Balcani e nei paesi arabi.
Alcune delle specie da lui scoperte gli sono state dedicate, così come il genere Pichleria, della famiglia delle Apiaceae.